# Clerk
Pour les articles homonymes, voir Clerk (homonymie).
Le terme clerk désigne généralement un chanteur, membre des chœurs professionnels attachés aux cathédrales anglo-saxonnes.

## Nuances
Le lay clerk est une dénomination attribuée à un chanteur professionnel dans les chœurs des cathédrales, dont la plupart sont diplômés du chant à Oxford ou Cambridge. La plupart de ces chanteurs poursuivent d'autres activités en dehors du chant choral, ce dernier étant toutefois utile pour attirer l'attention du public sur la voix des chanteurs. 
Le clerk choral, ou choral clerk, désigne les chanteurs professionnels dans les chœurs des anciennes cathédrales, notamment au cours du XVIIIe siècle, au Royaume-Uni et en Irlande. On peut toutefois employer le terme lay clerk pour les désigner, ou encore lay vicar et lay vicar choral.